# Lespesia texana
Lespesia texana là một loài ruồi trong họ Tachinidae.